# Leptospermum parvifolium
Leptospermum parvifolium là một loài thực vật có hoa trong Họ Đào kim nương. Loài này được Sm. mô tả khoa học đầu tiên năm 1797.